# João Pedro Silva
João Pedro Silva (15 maggio 1989) è un triatleta portoghese.

## Palmarès
- Europei

Kitzbühel 2017: bronzo nell'individuale.